# Wsiewołod Kuźmin
Wsiewołod Iwanowicz Kuźmin, ros. Всеволод Иванович Кузьмин (ur. 5 września 1893 r. w Witebsku, zm. po 1946 r.) – rosyjski wojskowy (pułkownik), szef 3 Oddziału Głównego Biura do spraw Rosyjskich Emigrantów w Mandżurii w II poł. lat 30., wykładowca w szkole wywiadowczej Głównej Japońskiej Misji Wojskowej w Mandżukuo podczas II wojny światowej.
W 1913 r. ukończył gimnazjum aleksandrowskie w Rydze, zaś w 1914 r. 2 semestry politechniki ryskiej. Od 1 grudnia tego roku uczył się w pawłowskiej szkole wojskowej. Od maja 1915 r. służył jako młodszy oficer w lejbgwardii Pułku Grenadierskiego. Uczestniczył w I wojnie światowej. Doszedł do funkcji dowódcy batalionu. W 1918 r. przystąpił do wojsk Białych. Był oficerem 5 Tomskiego Pułku Piechoty. Od 1 lipca do 20 października czasowo pełnił funkcję dowódcy 6 Uralskiej Dywizji Strzelców Górskich. Następnie w stopniu pułkownika został zastępcą dowódcy 12 Uralskiej Dywizji Strzeleckiej. W 1920 r. przeszedł do I Korpusu Armijnego Armii Dalekowschodniej. Od 1921 r. był zastępcą szefa jednego z oddziałów sztabu armii. Został odznaczony m.in. Orderem Św. Włodzimierza 4 klasy. Na pocz. listopada 1922 r. przedostał się przez granicę do Mandżurii. Pracował jako robotnik fizyczny. Od 1924 r. był stróżem w młynie wodnym nad rzeką Sungari. Następnie został pomocnikiem ślusarza, a potem spawaczem. Od 1930 r. pracował w firmie prywatnej jako księgowy. W 1933 r. został agentem handlowym jednego z młynów, zaś w 1934 r. ponownie stróżem w firmie prywatnej. Od grudnia 1934 r. był urzędnikiem w Głównym Biurze do spraw Rosyjskich Emigrantów w Mandżurii (BREM). W 1935 r. stanął na czele 3 Oddziału BREM. Od 1941 do 1944 r. wykładał w szkole wywiadowczej Głównej Japońskiej Misji Wojskowej w Harbinie. Po zajęciu Mandżurii przez Armię Czerwoną został aresztowany 22 sierpnia 1945 r. przez funkcjonariuszy Smiersza. W czerwcu 1946 r. skazano go na karę 10 lat łagrów. Dalsze jego losy są nieznane.